# 工匠角 (加利福尼亞州)
工匠角（英語：Smith Corner）是位於美國加利福尼亞州克恩縣的一個人口普查指定地區。

## 地理
工匠角的座標為35°28′42″N 119°16′43″W / 35.47833°N 119.27861°W，而該地最高點為海拔高度101米（即331英尺）。

## 人口
根據2010年美國人口普查的數據，工匠角的面積為0.570平方千米，當中陸地面積為0.570平方千米，而水域面積為0.000平方千米。當地共有人口524人，而人口密度為每平方千米919人。